# 偽鱷類
伪鳄类（学名：Pseudosuchia）是脊椎亚门蜥形纲主龍形下綱中的兩個主要演化支之一。與同为主龙类的鳥頸類相比，伪鳄类的頭骨通常十分厚重，口鼻部長而狹窄，頸部短而強壯，身體通常由兩排或更多排的鳞甲保護，四肢的結構介於爬行動物典型的向兩側延伸和恐龍、鸟类或哺乳類的体下直立四肢之間（雖然恐龍和鸟类與哺乳類的姿態不同）。伪鳄类主龙的體形大多數相當大，可達3公尺甚至更長。
在2011年之前，伪鳄类经常被非正式称为“鑲嵌踝類主龍”，2011年的一项研究提出鑲嵌踝是由伪鳄类保留的原始特征。所以鑲嵌踝类现在指的是更广泛的演化支，包括植龙目、伪鳄类和鸟跖类（鸟颈类主龙）。尽管Pseudosuchia的意思是“假鳄鱼”，但这是不恰当的名称，因为真正的鳄鱼就是属于伪鳄类。

## 演化
伪鳄类主龙似乎在三疊紀早期（奧倫尼克階晚期）出現，到三疊紀中期（拉丁階）成為陸地肉食性優勢動物。牠們的全盛期是三疊紀晚期，在這時代牠們分為直立四肢的勞氏鱷科、植食性帶有裝甲的堅蜥目、大型狩獵動物波波龍科、小型敏捷的喙頭鱷亞目、還有其他族群。
在三疊紀-侏羅紀滅絕事件中，所有大型的伪鳄类主龙絕種，而恐龍繼承牠們的陸地優勢動物地位。只有小型的喙頭鱷亞目與原鱷亞目存活下來。
隨者中生代前進，原鱷類演化得更像典型的鱷魚，當恐龍稱霸於陸地的時候，鱷形超目繁盛於河流、沼澤、海洋，比現代鱷魚更具多樣性。
當白堊紀末滅絕事件發生時，情況被翻轉了，大部分鳥頸類主龍滅亡，只有鳥類繼續存活，虽然鱷形超目在白堊紀末滅絕事件的损失并不重，但在新生代越来越冷的气候趋势下，鱷形超目的许多演化支因此灭绝。
現在仅现存二十多种的鱷目是伪鳄类主龙中仍然存活的唯一一支。

## 下级分类
伪鳄类包括以下分类：
- †属 Benggwigwishingasuchus
  - †Benggwigwishingasuchus eremicarminis Smith, Klein, Sander & Schmitz, 2024 [2]
- †属 Dasygnathoides Kuhn, 1961
- ?†植龙目 Phytosauria
- †鸟鳄科 Ornithosuchidae
- 鳄类 Suchia
  - ?†属 Koilamasuchus Ezcurra, Lecuona & Martinelli, 2010
    - Koilamasuchus gonzalezdiazi Ezcurra et al., 2010

  - ?†掠食者鳄属 Nundasuchus Nesbitt, Sidor, Angielczyk, Smith & Tsuji, 2014
    - †Nundasuchus songeaensis Nesbitt et al., 2014

  - †雷留图龙属 Revueltosaurus
  - †提契诺鳄属 Ticinosuchus
  - †科 Erpetosuchidae
    - †属 Erpetosuchus Newton, 1893
    - †属 Pagosvenator Lacerda, França & Schultz, 2018
      - † Pagosvenator candelariensis Lacerda et al., 2018

    - † 帕林顿鳄属 Parringtonia von Huene, 1939
      - † 纤细帕灵顿鳄 Parringtonia gracilis Huene, 1939

  - †股薄鳄科 Gracilisuchidae
  - †坚蜥目 Aetosauria
  - 副鳄形类 Paracrocodylomorpha

## 研究歷史
在1887到1890年之間，Karl Alfred von Zittel創造偽鱷類這名詞，包括三類（兩個堅蜥類與Dyoplax）外表類似鱷魚，但實際上不是鱷魚的動物。所以命名為「假的鱷魚」。
在20世紀中期，像是阿爾弗雷德·羅默（Alfred Sherwood Romer）的《Vertebrate Paleontology》與埃德溫·爾伯特（Edwin H. Colbert ）的《Evolution of the Vertebrates》，偽鱷類是槽齒目中的一個亞目。Zittel命名的堅蜥類被放置在它們本身的亞目裡。埃德溫·爾伯特以小型主龍類做為範例，例如兔鱷與黃昏鱷，兩者在當時都被重建成像是獸腳亞目的二足動物，這些動物當時被推測是後來所有主龍類的祖先。偽鱷類後來卻成為槽齒目中，所有不被列入其他三個亞目的物種的集中分類。甚至沙洛維龍與長鱗龍都曾被認為是偽鱷。
在当时的親緣分支分類法研究中，偽鱷亞目被認為是並系群集合，所以是無效名稱。有些研究人員，例如嘉克斯·高斯特（Jacques Gauthier）與凱文·帕迪恩（Kevin Padian），曾經嘗試以親緣分支分類法將偽鱷亞目定義，成為鱷魚祖先與其後代（包括鱷魚，使得偽鱷類這名詞有些古怪）的單系群。這些定義包括：「鱷魚，與所有血緣較親近於鱷魚，而較不親近鳥類的主龍類」（高斯特與帕迪恩）、「僅存的鱷魚，與所有血緣較親近於鱷魚，而較不親近於鳥類的主龍類」（高斯特, 1986）、還有近年的「主龍類中包括鱷魚而不包含鳥類的最大演化支」（賽里諾, 2005）。根據這些定義，偽鱷類成為鳥頸類主龍的姊妹分類單元，而與鑲嵌踝類主龍的範圍相近。
在1988年，麥可·班頓（Michael Benton）與Julia Clark提出一個新的定義：包括勞氏鱷科與堅蜥目。但是這勞氏鱷科與堅蜥目之間、以及與其他主龍類的關係是有爭論的，所以這演化支是無效的。
保羅·塞里諾（Paul Sereno）反對偽鱷類這名稱，而偽鱷類並不常用到。賽里諾創建的鑲嵌踝類主龍在2011年之前更常被用到。鑲嵌踝類主龍是個節點定意的演化支，包含植龍目、堅蜥目、勞氏鱷目、鱷形超目等类群。鑲嵌踝類主龍、偽鱷類的範圍有許多重疊，而鑲嵌踝類主龍是2011年之前的較常用名稱。在2011年，有研究人員試圖提出偽鱷類的新定義，將植龍目排除於偽鱷類之外。根據這個定義，鑲嵌踝類主龍包含偽鱷類。偽鱷類的範圍較小，也與最初定義有很大不同。
研究还提出鑲嵌踝類 （Crurotarsi）不仅包括伪鳄类和植龙目，还应当包括鸟类，非鸟恐龙和翼龙。由于许多最近的研究支持这项研究的结论，所以现在常用伪鳄类（Pseudosuchia）。

## 外部連結
- Taxon Search - Pseudosuchia
- EvoWiki
- Re: Even more last papers for 2005 （页面存档备份，存于） and follow up posts, on the Dinosaur Mailing List archives, for comments critical of applying "Pseudosuchia" in a cladistic context.